# Gemert-Bakel
Gemert-Bakel est une commune des Pays-Bas de la province du Brabant-Septentrional.

## Histoire de la commune
La commune de Gemert-Bakel a été créée le 1er janvier 1997 par la fusion des communes de Gemert et de Bakel en Milheeze.

## Localités
Bakel, De Mortel, De Rips, Elsendorp, Gemert, Handel, Milheeze.